# プリンスジョージ郡 (バージニア州)
プリンスジョージ郡（英: Prince George County）は、アメリカ合衆国バージニア州の南東部に位置する郡である。2010年国勢調査での人口は35,725人であり、2000年の33,047人から8.1%増加した。郡庁所在地は国勢調査指定地域のプリンスジョージ（人口2,066人）であり、同郡に法人化された町は無く、人口最大の町はやはり国勢調査指定地域で軍事基地でもあるフォートリー（人口3,393人）である。
プリンスジョージ郡はリッチモンド・ピーターズバーグ地域の中のピーターズバーグ市を中心とするトリシティーズ地域にあり、都市圏としてはリッチモンド大都市圏に属している。

## 歴史
プリンスジョージ郡は1703年に、バージニア植民地のチャールズシティ郡から分離して設立された。郡名はイギリス女王アンの夫であり、ジョージ・オブ・デンマークと呼ばれたカンバーランド公ジョージに因んで名付けられた。
これに先立つ1619年、バージニア植民地が設立した「ボロ」4つの1つとして「チャールズシティ」が作られていた。チャールズシティ郡の初代郡庁舎は、ジェームズ川沿い、ウェストーバーとシティポイントにあった。1624年にバージニア会社がその認証を失い、バージニアは王室領植民地となった。
1634年、イングランド王チャールズ1世の命令で、「チャールズシティ・シャイア」が作られた。1643年にはチャールズシティ郡となり、1634年に作られ、現在まで実質的にその政体を続けている5つのシャイアの1つと見なされている。
チャールズシティ、チャールズシティ・シャイア、チャールズシティ郡は全てジェームズ川の両岸にあり、ジェームズ川が17世紀を通じてバージニア植民地の主要な交通路になった。チャールズシティ郡当初の中心都市がチャールズシティポイントであり、ジェームズ川がアポマトックス川と合流する点の南にあった。その名前は後に短縮され、シティポイントとなった。
1703年、チャールズシティ郡のジェームズ川南の地域が分離されてプリンスジョージ郡となり、その後幾つかの郡が生まれた。シティポイントは後にプリンスジョージ郡の法人化町となった。1923年、シティポイントは独立市のホープウェルに併合された。

## 地理

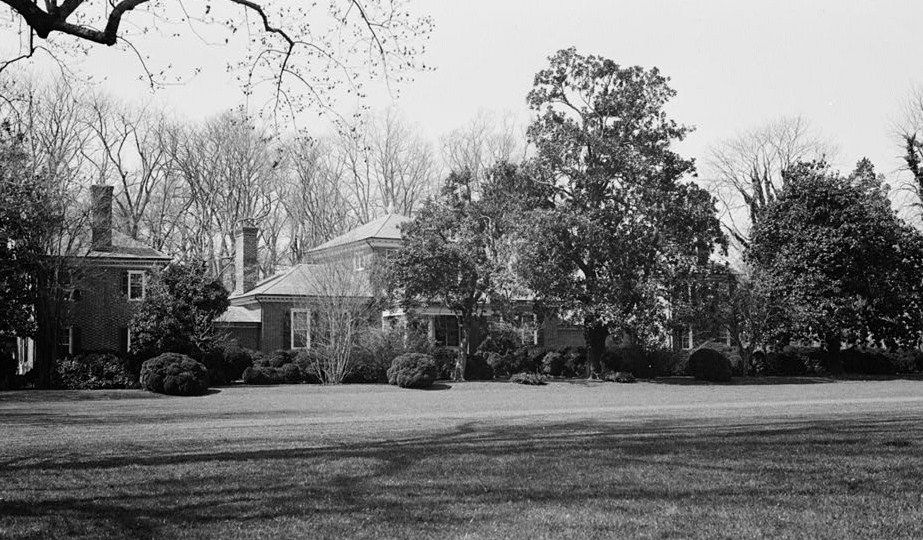
プリンスジョージ近郷のブランドン、撮影年不明

アメリカ合衆国国勢調査局に拠れば、郡域全面積は282平方マイル (730 km2)であり、このうち陸地266平方マイル (688 km2)、水域は16平方マイル (42 km2)で水域率は5.76%である。郡の北西隅は独立市のホープウェルやピーターズバーグに近く、フォートリーはその郊外部にあるが、その他の郡域は農業と製材業に使われる田園部である。

### 交通
州間高速道路95号線と同295号線が郡内を通り、アメリカ国道301号線が南北に、同460号線が東西に走っている。バージニア州道10号線がジェームズ川南岸を通り、ジェームズ川プランテーションの幾つかの近くを抜けている。
貨物列車をCSXトランスポーテーションが運行しており、ピーターズバーグでノーフォーク・サザン鉄道と接続している。1850年代にウィリアム・マホーンが建設した元ノーフォーク・アンド・ピーターズバーグ鉄道の、ピーターズバーグとサフォーク間の直線鉄道線52マイル (83 km) が、ノーフォーク・サザン鉄道体系の重要な部分となっている。近くにはノーフォーク・サザン鉄道の自動車積み替え施設がある。将来的には鉄道とトラックの大規模インターモーダル輸送施設を建設する計画がある。

#### 主要高規格道路
- 州間高速道路95号線
- 州間高速道路295号線
- アメリカ国道301号線
- アメリカ国道460号線
- バージニア州道10号線
- バージニア州道106号線
- バージニア州道156号線

### 隣接する郡と独立市
- ピーターズバーグ市 - 北西
- チェスターフィールド郡 - 北西
- ホープウェル市 - 北西
- チャールズシティ郡 - 北
- サリー郡 - 東
- サセックス郡 - 南
- ディンウィディ郡 - 西
- コロニアルハイツ市 - 東

### 国立保護地域
- ジェームズ川国立野生生物保護区
- ピーターズバーグ国立戦場跡公園（部分）

## 経済

### 主要雇用主
プリンスジョージ郡の2009年包括的財務報告書に拠れば、市内の主要雇用主は次の通りである。
| 順位 | 雇用主                             | 従業員数 |
| ---- | ---------------------------------- | -------- |
| 1    | アメリカ合衆国国防総省             | 1,000+   |
| 2    | プリンスジョージ郡                 | 1,000+   |
| 3    | フード・ライオン                   | 500-999  |
| 4    | アメリカ合衆国司法省               | 500-999  |
| 5    | スタンダード・モーター・プロダクツ | 250-499  |
| 6    | アメリカ陸軍                       | 250-499  |
| 7    | リバーサイド地域監獄               | 250-499  |
| 8    | パーデュー・ファームズ             | 250-499  |
| 9    | アメリカ合衆国陸軍省とアメリカ空軍 | 250-499  |
| 10   | エース・ハードウェア               | 100-249  |

## 郡政府
郡内に中心となる都市や町は無い。プリンスジョージという住所を使うプリンスジョージ郡庁舎が郡政府の中心である。選挙で選ばれる委員で構成される郡政委員会が統治し、郡管理官が日々の管理を行っている。

### 警察組織
プリンスジョージ郡は主にプリンスジョージ郡警察署とプリンスジョージ郡保安官事務所が法執行を行っている。その任務は州法と地方条例の執行である。保安官事務所の主たる任務は裁判所の安全保障と刑事、民事事件の書類管理である。第二の任務として州法の執行における警察署の支援もある。

## 人口動態
以下は2000年国勢調査による人口統計データである。
| 基礎データ - 人口: 33,047人 - 世帯数: 10,159 世帯 - 家族数: 8,096 家族 - 人口密度: 48人/km2（124人/mi2） - 住居数: 10,726軒 - 住居密度: 16軒/km2（40軒/mi2） 人種別人口構成 - 白人: 60.93% - アフリカン・アメリカン: 32.54% - ネイティブ・アメリカン: 0.42% - アジア人: 1.73% - 太平洋諸島系: 0.15% - その他の人種: 2.19% - 混血: 2.03% - ヒスパニック・ラテン系: 4.92% 年齢別人口構成 - 18歳未満: 25.1% - 18-24歳: 13.6% - 25-44歳: 33.3% - 45-64歳: 20.8% - 65歳以上: 7.3% - 年齢の中央値: 32歳 - 性比（女性100人あたり男性の人口） - 総人口: 117.0 - 18歳以上: 120.9 | 世帯と家族（対世帯数） - 18歳未満の子供がいる: 41.9% - 結婚・同居している夫婦: 63.5% - 未婚・離婚・死別女性が世帯主: 12.2% - 非家族世帯: 20.3% - 単身世帯: 17.2% - 65歳以上の老人1人暮らし: 5.8% - 平均構成人数 - 世帯: 2.76人 - 家族: 3.11人 収入と家計 - 収入の中央値 - 世帯: 49,877米ドル - 家族: 53,750米ドル - 性別 - 男性: 37,363米ドル - 女性: 26,347米ドル - 人口1人あたり収入: 20,196米ドル - 貧困線以下 - 対人口: 8.0% - 対家族数: 6.5% - 18歳未満: 11.4% - 65歳以上: 8.3% |

## 町
郡内に法人化された町は無い。下記リストは国勢調査指定地域を含め未編入の町である。
| - プリンスジョージ - 郡庁所在地 - バーローズビル - ディスプタンタ - フォートリー（軍事基地） | - ゲーリーズビル - ジョーダンポイント - ニューボヘミア - ニュービル |

プリンスジョージ郡は独立市のピーターズバーグ、ホープウェル、コロニアルハイツ各市に近接し、リッチモンド・ピーターズバーグ地域（リッチモンド大都市圏）のトリシティーズ地域にあると見なされている。他に5つの郡に接している。

## 教育
- プリンスジョージ高校
- クレメンツ・ジュニア高校
- J・E・J・ムーア中学校
- ハリソン小学校
- ノース小学校
- サウス小学校
- L・L・ビーズリー
- W・A・ウォルトン小学校

## その他
- 小さな町のディスプタンタは、鉄道建設者のウィリアム・マホーンとその教養ある妻オテリア・バトラー・マホーンが名付けたと言われている。二人はスミスフィールド出身であり、トリシティーズ地域の著名で特徴ある性格を持った人物と見なされてきた。ウィリアム・マホーン（ニックネームはリトル・ビリー）は、南北戦争のクレーターの戦いで英雄となり、後にはピーターズバーグ市長、アメリカ合衆国上院議員となり、バージニア州立大学創設に貢献した。
- 裕福なプランテーション所有者で奴隷を所有し、熱心な分離主義者だったエドマンド・ラフィンは、サムター要塞の戦いで最初の一発を放った人物とされている。これが南北戦争の始まりとなった。プリンスジョージ郡の住民である。
- ホープウェル市憲章に記された文章によって、市が接するアポマトックス川岸の一部はプリンスジョージ郡内にある。チェスターフィールド郡からホープウェル市に架かる州道10号線のチャールズ・ハーダウェイ・マークス橋はプリンスジョージ郡の水域のみに掛かっており、そのことが標識に表示されている。この橋は元跳ね橋であり、1935年12月22日のバス事故で13人が死んだことで知られている[7]。